# Kasseler

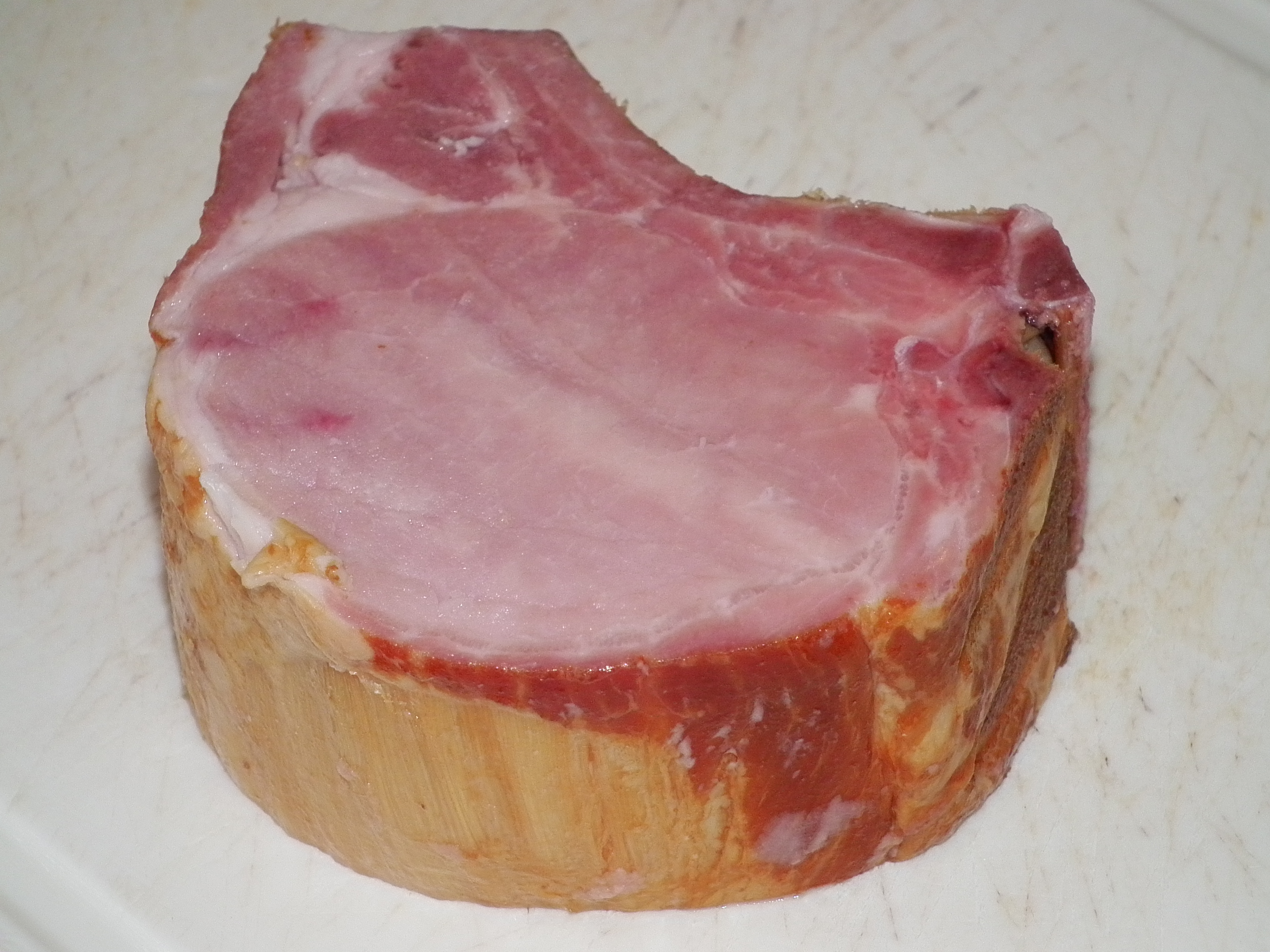
Kasseler Kotelett

Das Kasseler, auch Kassler, in Österreich Selchkarree oder Geselchtes, in der Schweiz geräuchertes Rippli, ist ein gepökeltes und leicht geräuchertes Schweinefleisch. Hergestellt wird Kasseler aus dem Rippenstück (Kasseler Rippenspeer, Kasseler Kotelett, Kasseler Lachsfleisch), dem Schweinenacken (Kasseler Kamm), der Schulter (Kasseler Blatt) und dem Bauch. Zum Pökeln wird außer Kochsalz auch Kaliumnitrit verwendet, um das Fleisch zu röten.

## Zubereitung

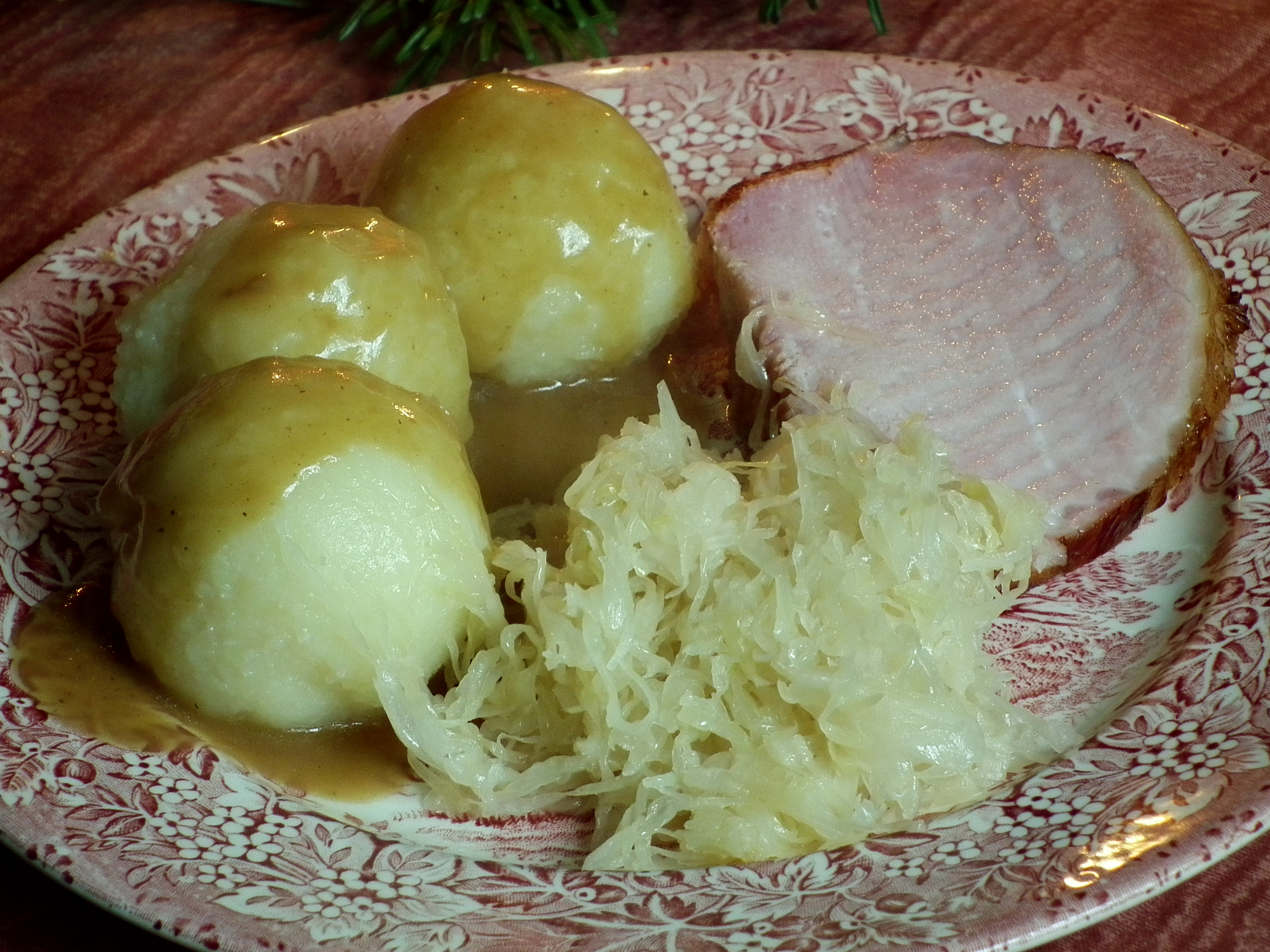
Kasseler Rücken mit Beilagen

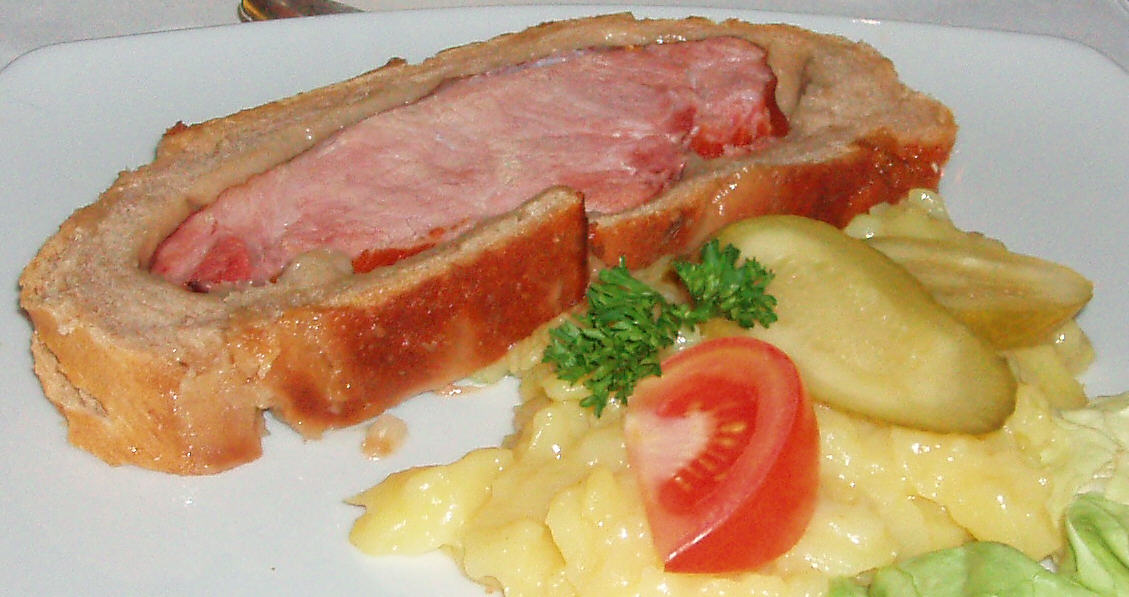
Kasseler im Brotteig

Kasseler ist ein Bestandteil deftiger Eintöpfe, besonders in Verbindung mit Kohl; es kann aber auch gebraten, gekocht oder im Ofen gebacken werden. Durch das vorhergehende Pökeln und Räuchern ist die Garzeit vergleichsweise kurz. Häufig wird es zusammen mit Steckrüben, Grünkohl, Sauerkraut oder Salzkartoffeln serviert. Auch wird es kalt als Aufschnitt verzehrt.

## Herkunft
Angeblich ist Kasseler die Erfindung eines Berliner Fleischermeisters Cassel im 19. Jahrhundert.
Die Herkunft des Wortes Kasseler aus Kassel in Hessen lässt sich nicht belegen, obwohl im 19. Jahrhundert in Berlin darauf verwiesen wurde.
Eine weitere Annahme für die Wortherkunft ist die Möglichkeit, dass der Begriff Kasseler von Kasserolle (französisch: Casserolle) abgeleitet wurde, also von einem Topf aus der französischen Küche, der möglicherweise mit den Hugenotten nach Berlin gekommen ist. Zu Beginn des 18. Jahrhunderts waren etwa 20 Prozent der Berliner hugenottischer Abstammung.
In Südwestdeutschland, im Elsass und in der Schweiz ist das Wort Schäufele bzw. Schüfeli (und Varianten) gebräuchlich für vergleichbare Gerichte, bei denen das Fleisch aus der Schweineschulter verwendet wird.